# Zaagtand (zaagvis)
Een zaagtand is de zaagvormige verlengde snuit van een zaagvis. Het dier gebruikt deze om de bodem om te woelen.
De zaagtand werd in het verleden gebruikt door apotheken als uithangbord. Het past in het rijtje apothekerssymbolen als slang, eenhoorn, opgezette krokodil of een geprepareerde koffervis en het hertengewei. Al deze symbolen verwijzen naar exotische ingrediënten of producten met een zeldzame werking tegen vele kwalen.
De zaagtand werd net als de gaper door apotheken gebruikt als uithangteken. De voorbijganger moest geïmponeerd raken door de exclusiviteit van de zaagtand en wist dat er bijzondere kruiden of geneeskrachtige zaken verkrijgbaar waren.
Geconserveerde exemplaren van de zaagvis zijn onder meer te zien in museum Naturalis te Leiden.